# Kumi Nakada
Kumi Nakada, född 3 september 1965 i Nerima, är en japansk volleybollspelare och -tränare.
Nakada blev olympisk bronsmedaljör i volleyboll vid sommarspelen 1984 i Los Angeles. Hon var förbundskapten för Japans damlandslag i volleyboll vid OS 2020.